# Джордани, Томмазо
Томмазо Джордани (итал. Tommaso Giordani; около 1733 года, Неаполь, Неаполитанское королевство — начало 1806 года, Дублин, Ирландия, Великобритания) — итальянский композитор.

## Биография
Томмазо Джордани родился в Неаполе между 1730 и 1733 годами (по другой версии в 1744 году) у импресарио, певца, либреттиста Джузеппе Джордани и певицы Антонии Джордани. Он был братом танцора Франческо Джордани и певиц Марианны и Николины Джордани.
В 1745 году члены этой семьи, вместе с другими артистами, организовали небольшую оперную труппу, во главе которой встал отец будущего композитора. В том же году они покинули Неаполь и отправились на гастроли в Анкону и Пезаро. В 1747—1748 годах труппа выступала в Сенигаллии и Граце. В 1750 году — во Франкфурте и Зальцбурге. В 1752—1753 годах в Амстердаме и Париже. В конце 1753 года они прибыли в Лондон по приглашению Джона Рича выступать в Ковент-Гарден во время сезона 1753—1754 года. В Лондоне труппа пробыла до 1756 года. В том же году на сцене театра Ковент-Гарден состоялся дебют Томмазо Джордани как оперного композитора оперой-буффа «Комедиант, ставший певцом» (итал. La comediante fatta cantatrice) по собственному либретто. До этого времени в труппе он был клавесинистом. Неизвестно, как жил и чем занимался композитор с 1756 по 1764 год.
В начале 1764 года, вместе с семьёй, по приглашению театра Смоук Эллей прибыл в Дублин. За три последующих года сочинил пять опер-буффа, две из которых — «Ревнивые любовники» (итал. Gl'amanti gelosi) и «Опера нищих» (англ. The Beggar's Opera) потерпели фиаско, но три — «Дон Фульминоне» (англ. Don Fulminone), «Чародей» (англ. The Enchanter) и «Девушка с мельницы» (англ. The Maid of the Mill) имели успех у публики. Три последние оперы были представлены в период между январем и мартом 1765 года.
Томмазо Джордано остался в театре Смоук Эллей и на следующий сезон, в то время, как члены его семьи заключили соглашение с Королевским театром на Кроу-стрит. Для театра Смоук Эллей композитор написал оперу-буффа «Замаскированная любовь» (англ. Love in Disguise) и оперу-сериа «Китайский герой» (итал. L'eroe cinese) по либретто Пьетро Метастазио, которая стала первой оперой-сериа, поставленной в Ирландии. В марте 1767 года в концертном зале на Фишембл-стрит состоялся дебют Томмазо Джодани как церковного композитора ораторией «Исаак» (англ. Isaac). В том же сезоне он тоже переехал в Королевский театр на Кроу-стрит, где в 1767 году прошла премьера его оперы «Филлис при дворе» (англ. Phyllis at Court). Однако вскоре в адрес композитора прозвучали обвинения в плагиате, из-за чего он был вынужден покинуть Дублин и вернулся в Лондон.
С 1770 по 1783 год Томмазо Джордани сотрудничал с Королевским театром в Лондоне. За это время им были написаны три оперы и ещё одна в соавторстве, адаптированы и поставлены многочисленные оперы других композиторов. В этот же период он дебютировал как камерный композитор шестью квинтетами для клавесина и струнных, вслед за которыми последовали многочисленные сочинения камерной музыки.
Летом 1783 года вернулся в Дублин, где, вместе с певцом-контральто Майклом Леони, дал серию концертов в Ротонде. С тем же певцом арендовал театр на Кейпл-стрит, переименовав его в Дом английской оперы, где в течение сезона 1783—1784 года были поставлены семь его опер на английском языке и двенадцать опер других композиторов, которые он адаптировал для местной публики. Несмотря на успешный сезон, компаньоны не смогли покрыть расходы и в июле 1784 года объявили о своём банкротстве.
В следующем году Томмазо Джордани по приглашению Ричарда Дейли возобновил сотрудничество с театром Смоук Эллей, которое продолжалось до 1787 года, когда театр был закрыт. Композитор снова был принят в Королевский театр на Кроу-стрит, в котором в 1788 году получил место музыкального директора. В 1784 году женился на дочери директора театра Тейта Уилкинсона.
С 1784 по 1798 год был капельмейстером и органистом собора Пресвятой Девы Марии в Дублине, где 30 апреля 1789 года им был написан и исполнен гимн «Тебя Бога славим» (лат. Te Deum) на выздоровление короля Георга III. Он также давал частные уроки музыки. Одним из учеников композитора был юный виртуоз Джон Филд. Его последняя опера «Праздничный дом» (англ. The Cottage Festival) была поставлена 28 ноября 1796 года на сцене Королевского театра в Дублине, после чего он перестал сочинять для театра.
Томмазо Джордани умер в Дублине зимой 1806 года.

## Творческое наследие
Творческое наследие композитора включает 1 опер (1 в соавторстве) и многочисленные произведения для вокала и сочинения камерной музыки.